# كينتا أويشي
كينتا أويشي (باليابانية: 大石 健太) (12 مايو 1991 في إيواتا في اليابان - )؛ هو لاعب كرة قدم سابق كان يلعب كحارس مرمى.

## وصلات خارجية
- كينتا أويشي على موقع رابطة كرة القدم اليابانية للمحترفين (اليابانية)